# 帕努莎雅·西提集拉瓦达那恭
帕努莎雅·西提集拉瓦达那恭（1998年9月25日—），泰国学生运动领袖，泰国全国大学生联合学生会发言人，因公开批评泰国王室为人熟知。2020年泰国学运期间，她率领了多场大型反政府集会，发明了哈利·波特式示威，要求泰王室进行结构性改革。

## 生平
帕努莎雅·西提集拉瓦达那恭1998年生于暖武里的一个经营修车店的中产家庭，是家中的小女儿，有两个姐姐。小时候的她性格内向，害羞，对政治冷感。读小学时，她曾遭人霸凌。之后父母替她报名参加赴美国交流学习五个月的项目，自此她开始更加自信地表达自我观点，热衷于公开演讲。
起初，帕努莎雅很少关心政治。2014年泰国政变后，在父亲的鼓励下她开始涉猎政治议题。她为了大学入学考试复习泰国政治历史后，便开始与高中的朋友一起探讨政治议题。目前她就读于泰国法政大学社会学与人类学学院。

## 社会参与
入读法政学院后，帕努莎雅更加活跃于政治，大三时起便投身政治运动。2018年，她加入学生联盟政党圆顶革命。2020年2月，参加反政府抗议活动，反对宪法法院取缔深受年轻人喜欢的改革派政党未来前进党。
2020年6月，帕努沙雅参加泰国全国大学生联合学生会抗议社运人士万查勒姆·沙特沙卡提被失踪的示威，因违反2019冠状病毒病疫情期间的防疫规定被逮捕。
2020年8月10日，帕努莎雅高举“法政大学不能忍了”标语率领数千名学生示威，要求皇室进行大改革，并发表了《10点宣言》演说（又称《法政大学宣言》）。在演讲中，帕努莎雅声称“所有人都流淌着红色的血，我们也都一样”，“这个世界上没人生下来是流蓝色血的”，暗讽泰国王室。然而，她的言论引起争议，激起泰国政界强烈反对，当局警告示威活动严重诽谤国王。根据泰国的不敬罪，帕努莎雅的言论会招来最高15年的监禁。部分评论人将帕努莎雅与香港的周庭进行比较。
2020年9月20日，帕努莎雅与其他示威者在曼谷大皇宫附近嵌入一块“人民的牌匾”。当天，示威者成功向当局提交了皇室改革意见，自认为胜利。